# Бейнбридж (Індіана)
Бейнбридж (англ. Bainbridge) — місто (англ. town) в США, в окрузі Патнем штату Індіана. Населення — 684 особи (2020).

## Географія
Бейнбридж розташований за координатами 39°45′41″ пн. ш. 86°48′41″ зх. д. / 39.76139° пн. ш. 86.81139° зх. д. (39.761400, -86.811260).  За даними Бюро перепису населення США в 2010 році місто мало площу 1,04 км², уся площа — суходіл.

## Демографія
Згідно з переписом 2010 року, у місті мешкало 746 осіб у 289 домогосподарствах у складі 198 родин. Густота населення становила 719 осіб/км².  Було 324 помешкання (312/км²).
Расовий склад населення:
| - 98,1 % — білих - 0,4 % — азіатів - 0,1 % — корінних американців |

До двох чи більше рас належало 1,1 %. Частка іспаномовних становила 0,1 % від усіх жителів.
За віковим діапазоном населення розподілялося таким чином: 28,7 % — особи молодші 18 років, 59,6 % — особи у віці 18—64 років, 11,7 % — особи у віці 65 років та старші. Медіана віку мешканця становила 37,5 року. На 100 осіб жіночої статі у місті припадало 97,9 чоловіків;  на 100 жінок у віці від 18 років та старших — 100,8 чоловіків також старших 18 років.
Середній дохід на одне домашнє господарство  становив 55 304 долари США (медіана — 50 781), а середній дохід на одну сім'ю — 59 921 долар (медіана — 55 739). Медіана доходів становила 37 120 доларів для чоловіків та 31 136 доларів для жінок. За межею бідності перебувало 8,3 % осіб, у тому числі 12,5 % дітей у віці до 18 років та 13,8 % осіб у віці 65 років та старших.
Цивільне працевлаштоване населення становило 413 особи. Основні галузі зайнятості: виробництво — 24,9 %, роздрібна торгівля — 21,5 %, транспорт — 11,9 %, мистецтво, розваги та відпочинок — 10,2 %.